# Genèse
Genèse è un film del 2018 diretto da Philippe Lesage.
Il film include anche un segmento che si sposta per concentrarsi sulla storia di Félix, il personaggio protagonista del film di Lesage del 2015 I demoni.

## Trama
Guillaume e Charlotte, sono due fratellastri adolescenti scossi dai loro primi turbamenti amorosi. Charlotte ha una relazione con Maxime, ma non riesce ad accettare pienamente la sua proposta di passare ad una relazione aperta; Guillaume è invece uno studente in un collegio per ragazzi che si è innamorato di Nicolas, un suo compagno di classe.

## Accoglienza

### Critica
Il film ha ottenuto ottimi risultati, con un punteggio medio di 4,2 su AlloCiné. CinéSéries afferma che si tratta di un "film brillante", e L'Obs condivide questo punto di vista "sempre giusto, tra modestia e complicità". Télérama è un po' 'meno entusiasta ma rimane soddisfatto "il film provoca una sorta di incanto".
Nel dicembre 2018 il Toronto International Film Festival ha nominato il film nella sua lista dei dieci migliori canadesi di fine anno.

## Riconoscimenti[7]
- 2018 - CPH PIX
  - Nomination Politiken's Audience Award
- 2018 - Hamburg Film Festival
  - Nomination Critics Award
- 2018 - Locarno Festival
  - Nomination Miglior film
- 2018 - Los Cabos International Film Festival
  - Miglior film
- 2018 - Montréal Festival of New Cinema
  - Miglior film
  - Miglior attore a Théodore Pellerin
- 2018 - Namur International Festival of French-Speaking Film
  - Miglior attore a Théodore Pellerin
- 2018 - Festival del cinema di Stoccolma
  - Nomination Miglior film
- 2018 - Thessaloniki Film Festival
  - Nomination Mermaid Award
- 2018 - Valladolid International Film Festival
  - Miglior attore a Théodore Pellerin
  - Miglior film
  - Miglior regia
- 2018 - Vancouver Film Critics Circle
  - Nomination Miglior regista di un film canadese
  - Nomination Miglior attore in un film canadese
- 2019 - Canadian Screen Awards
  - Nomination Miglior attore non protagonista a Paul Ahmarani[8]
  - Nomination Miglior film
  - Nomination Miglior sceneggiatura originale
- 2019 - Milan International Lesbian and Gay Film Festival
  - Nomination Miglior film - Gran premio della giuria
- 2019 - Tromsø International Film Festival
  - Nomination Aurora Award